# Komae (Tokio)
Komae (狛江市 Komae-shi?) es una ciudad ubicada en Tokio Occidental, la parte occidental de la Metrópolis de Tokio, Japón. 
Según datos del 2010, la ciudad tiene una población estimada de 78.436 habitantes y una densidad de 12.270 personas por km². El área total es de 6,39 km².
La ciudad fue fundada el 1 de octubre de 1970, luego de que fuese creada como villa en 1889 y promovida a pueblo en 1952. Es una de las ciudades que conforma la zona de Tokio Occidental y está ubicado en su extremo sureste, separando el barrio especial de Setagaya (al este) y la ciudad de Kawasaki, en la prefectura de Kanagawa (al sur).
Komae es la ciudad más pequeña de Tokio y la tercera con menor área en todo Japón (sólo superada por las ciudades de Warabi y Hatogaya). El río Tama bordea el sur de la ciudad, mientras que el río No la bordea por el norte. La ciudad tiene una densidad de población elevadísima, al ser una ciudad dormitorio para quienes trabajan en los barrios especiales.
Políticamente es el único municipio de Tokio cuyo alcalde, Yutaka Kano, es miembro del Partido Comunista de Japón. Komae es uno de los ocho municipios en todo Japón cuya mayoría política pertenece a ese partido.

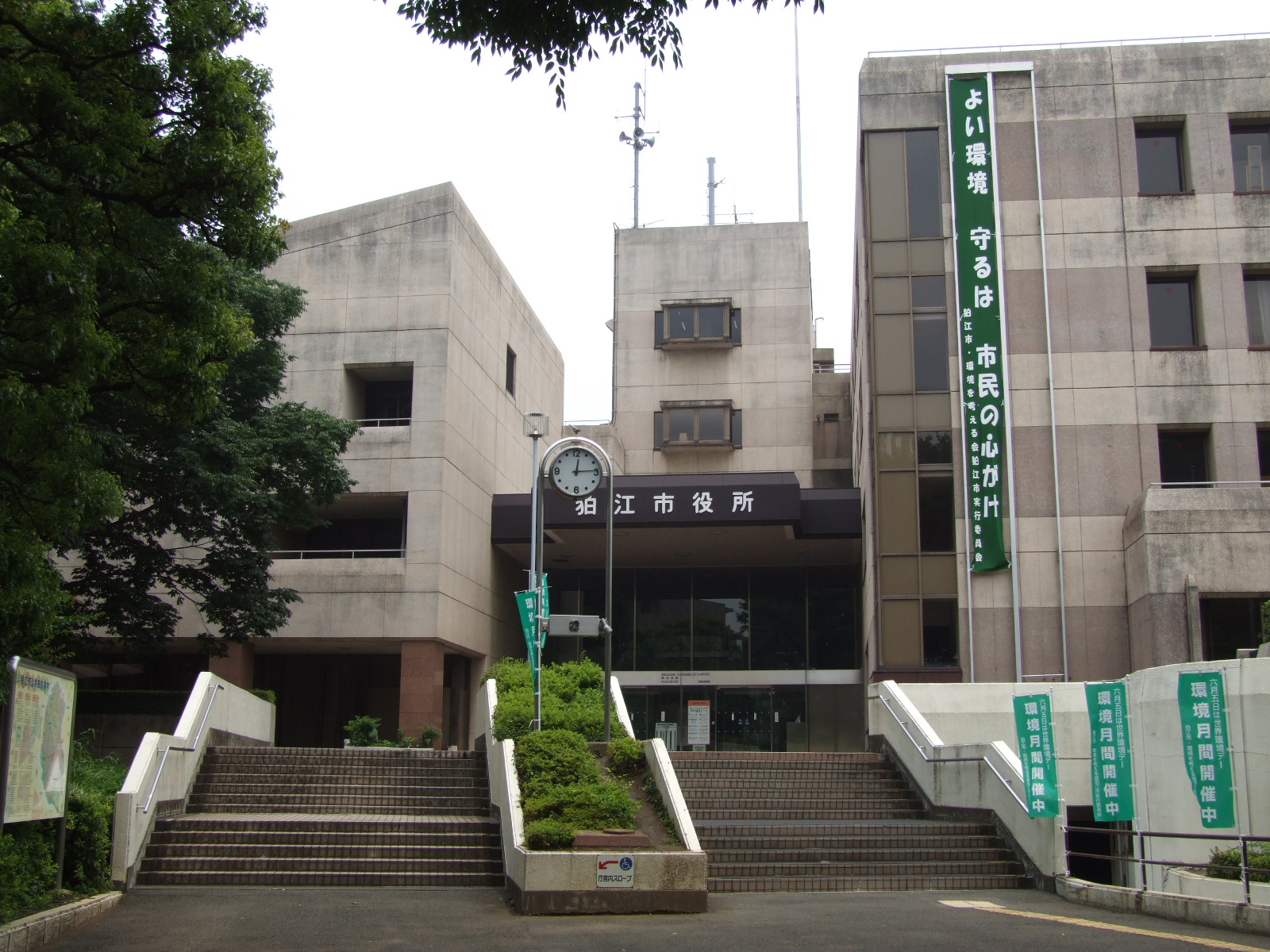
Concejo municipal de Komae